# Orden des norwegischen Löwen

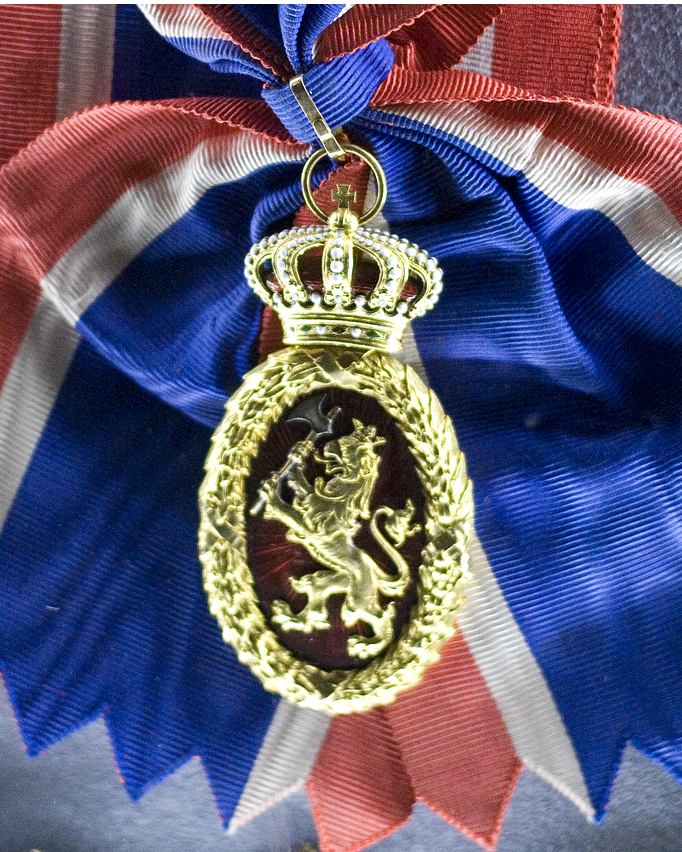
Ordenszeichen des Ordens des norwegischen Löwen

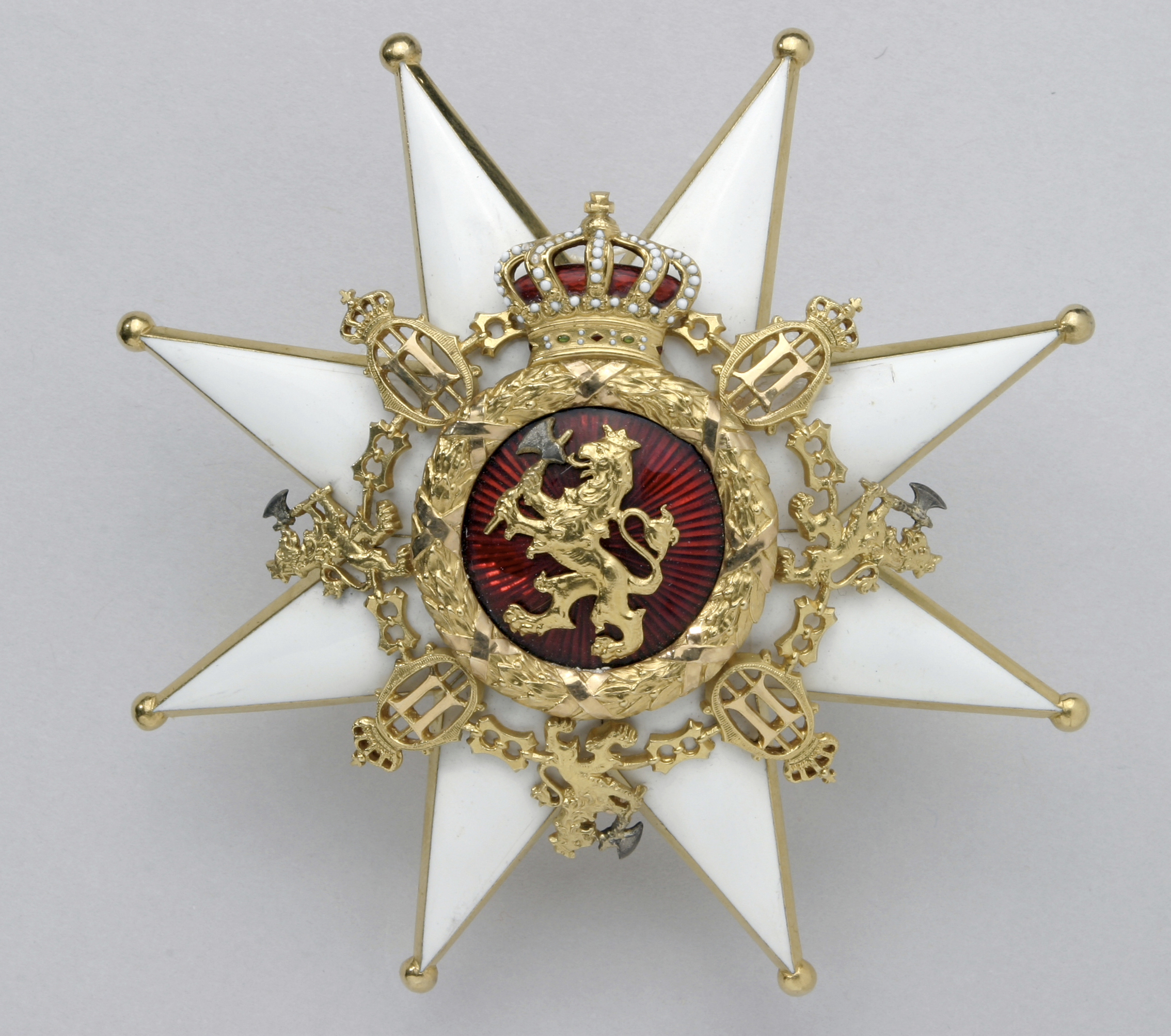
Stern des Ordens des norwegischen Löwen

Der Orden des norwegischen Löwen wurde am 21. Januar 1904 anlässlich seines 75. Geburtstages von König Oskar II. von Norwegen gestiftet. Er bestand lediglich aus einer Klasse, die Zahl der Inhaber war auf 12 Mitglieder beschränkt und wurde nur an folgende Personen verliehen:
- König Oscar II. von Norwegen am 21. Januar 1904
- Kronprinz Gustaf von Schweden und Norwegen am 21. Januar 1904
- Prinz Carl von Schweden und Norwegen am 21. Januar 1904
- Prinz Eugen von Schweden und Norwegen am 21. Januar 1904
- Prinz Gustaf Adolf von Schweden und Norwegen am 21. Januar 1904
- Prinz Wilhelm von Schweden und Norwegen am 21. Januar 1904
- Prinz Erik von Schweden und Norwegen am 21. Januar 1904
- Kaiser Wilhelm II. am 27. Januar 1904
- Kaiser Franz Joseph I. am 5. April 1904
- König Christian IX. von Dänemark am 10. September 1904
- Émile Loubet, Präsident der französischen Republik am 1. Dezember 1904

Der König war Großmeister des Ordens. Nach der Auflösung der Union mit Schweden im Jahre 1905 wurde der Orden nicht mehr verliehen.